# Droga wojewódzka nr 792
Droga wojewódzka nr 792 (DW792) – droga wojewódzka o długości 16,4 km łącząca Żarki z Kroczycami